# Nikolay Moskalenko
Nikolay Leonidovich Moskalenko (tiếng Nga: Никола́й Леони́дович Москале́нко; sinh ngày 3 tháng 1 năm 1990) là một cầu thủ bóng đá người Nga. Anh thi đấu cho FC Kuban-2 Krasnodar.

## Sự nghiệp câu lạc bộ
Anh có màn ra mắt cho đội một của F.K. Kuban Krasnodar vào ngày 24 tháng 8 năm 2016 trong trận đấu tại Cúp quốc gia Nga trước FC Energomash Belgorod.